# Amok
Amok – szał, stan niekontrolowanej emocji połączonej z żądzą mordu. Określenie to pochodzi od malajskiego słowa amuk, oznaczającego „oszalały z gniewu”.
Słowo to było używane także w Indiach, w czasach panowania Imperium Brytyjskiego. Określano nim zachowanie słonia oddzielonego od swojego stada. Gdy wpadał w szał, pędził na oślep niszcząc wszystko na swojej drodze. Określenie to zyskało popularność dzięki opowiadaniom Rudyarda Kiplinga o czasach kolonialnych.
Choć zwykle używane w mniej gwałtownym i kolokwialnym sensie, słowo amok jest częściowo związane z socjopatycznym zachowaniem występującym w kulturze malezyjskiej. W typowym przypadku w amok wpada mężczyzna, który nie okazywał wcześniej oznak złości ani nie miał żadnych skłonności do przemocy. Po zdobyciu broni usiłuje zabić bądź poważnie zranić każdego, kogo napotka. Przypadki amoku zwykle kończą się, dopiero gdy napastnik zostanie zabity przez przechodniów bądź popełni samobójstwo.
Amok został opisany przez Amerykańskie Towarzystwo Psychiatryczne w „Diagnostycznym i Statystycznym Podręczniku Zaburzeń Psychicznych” (DSM-IV TR).

## Przyczyny
Osoby, które zetknęły się z przypadkami amoku podawały wiele wytłumaczeń. Sugerowały m.in., że jest to fizyczna konsekwencja alkoholizmu, uzależnienia od narkotyków, przegrzania organizmu bądź występowania w nim pasożytów wewnętrznych. XIX i XX-wieczni badacze nie znaleźli dowodów na potwierdzenie tych spekulacji.
Psychologowie są zdania, że amok to nagła eksplozja wewnętrznego napięcia, ukształtowanego przez życie w wysoce zhierarchizowanym społeczeństwie. Za takie uchodzą społeczeństwa muzułmańskie na Filipinach, Półwyspie Malajskim i Jawie.
Wytłumaczenie najszerzej obecnie akceptowane głosi, że amok ma bliski związek z męskim poczuciem honoru (amok u kobiet praktycznie nie występuje). W wielu przypadkach udało się zbadać środowisko, z którego wywodziła się osoba, która wpadła w amok. Okazywało się, że istniał jakiś element głębokiego wstydu, który nie pozwalał, w mniemaniu tej osoby, żyć z honorem w społeczeństwie. Amok był dla niej zarówno sposobem ucieczki z tego świata (sprawca zwykle ginął) jak i przywrócenia reputacji człowieka, którego należy bać się i szanować. Niektórzy upatrują przyczyn amoku w islamie, który zakazuje samobójstwa. Sugerują, że skłania to sprawców amoku do tworzenia sytuacji, w której zostaną zabici przez innych. Dowodem na to jest fakt, że incydentów związanych z amokiem jest mniej tam, gdzie sprawcy są aresztowani i sądzeni, niż tam, gdzie są zabijani na miejscu.
W. W. Skeat napisał w 1911 roku w Encyklopedii Britannica:
„Malajczyk w sposób nagły i bez żadnego widocznego powodu wpadał na ulicę uzbrojony w obosieczny miecz kalis, bądź inną broń i siekał nią wszystkich, których napotkał, dopóki sam nie zginął. Te ataki szału traktowano dotąd jako nagłe odejście od zmysłów. Obecnie już wiadomo, że typowy amok to rezultat czynników takich jak lokalna zazdrość czy duża przegrana w hazardzie, które prowadzą do desperacji i zmęczenia życiem. Jest to w zasadzie malajski ekwiwalent samobójstwa, jako iż zwyczaj ten zanikł w brytyjskich posiadłościach na półwyspie, gdzie potencjalni sprawcy boją się schwytania i osądzenia z zimną krwią.”
Podczas amerykańskiej okupacji Filipin udało się uwiecznić na zdjęciach incydenty amoku w Mindanao, Palawan i Sulu. Podczas hiszpańskiego okresu kolonialnego osoby w amoku określano mianem juramentador, czyli „ci, którzy złożyli ślubowanie Bogu”. Wynikało to z faktu, że osoby w amoku mylono z szahidami. Szahidzi składali ceremonialne śluby Bogu, iż zginą podczas ataku na wroga. Taki akt poświęcenia miał im zapewnić osiągnięcie raju. Różnica polega jednak na tym, że szahidzi atakują przedstawicieli wrogiego wojska, podczas gdy osoba w amoku uderza w cywilów i nie zwraca uwagi na płeć czy wiek.

## Występowanie w innych kulturach
Wcześni podróżnicy po Azji opisywali czasem pewien rodzaj militarnego amoku, w którym żołnierze w obliczu nieuchronnej porażki wpadali w szał przemocy, który tak zaskakiwał ich wrogów, że prowadził ich do zwycięstwa, a przynajmniej do honorowej w ich mniemaniu śmierci. Taka forma amoku przywołuje na myśl berserkerów (wikingów-wojowników, którzy walczyli w furii graniczącej z transem), kafardów (Polinezja) bądź iich’aa (Indianie z plemienia Navaho).
W zachodnich społeczeństwach amokiem określane jest zachowanie kogoś, kto wchodzi w posiadanie broni i pod wpływem silnych emocji atakuje przypadkowych ludzi, często powodując wiele ofiar śmiertelnych. Angielski termin slangowy going postal (brak polskiego odpowiednika) odnosi się do takich zachowań w miejscu pracy. Z kolei termin killing spree (brak polskiego odpowiednika) dotyczy „zimnokrwistego” zachowania, zaplanowanego zamiaru zabicia przypadkowych osób w krótkim odstępie czasu.
W Indonezji termin „amok” (amuk) odnosi się tylko do przypadków zbiorowego szału. Indonezyjczycy w stosunku do amoku osób indywidualnych używają określenia gelap mata (zaciemnione oczy).
Stefan Zweig napisał nowelę Amok, a Krystian Bala – powieść Amok.

## Zespoły prawdopodobnie pokrewne
- ahade idzi be – Nowa Gwinea
- benzi mazurazura – południowa Afryka, grupa Szona i zbliżone
- berserkergang – Skandynawia
- cafard – Polinezja
- colerina – Andy boliwijskie, Kolumbia, Ekwador, Peru
- hwa-byung – półwysep koreański
- iich'aa – rdzenna ludność południowo-zachodnich USA